# Крістіан Піот
Крістіан Піот (фр. Christian Piot, нар. 6 жовтня 1947, Угре) — бельгійський футболіст, що грав на позиції воротаря. Футболіст року в Бельгії (1972). По завершенні ігрової кар'єри — тренер.
Виступав за клуб «Стандард» (Льєж), а також національну збірну Бельгії. Учасник чемпіонату світу 1970 року і бронзовий призер чемпіонату Європи 1972 року. Єдиний бельгійський воротар, який забив гол в матчах за національну збірну.

## Клубна кар'єра
У дорослому футболі дебютував 1966 року виступами за команду «Стандард» (Льєж), кольори якої і захищав протягом усієї своєї кар'єри гравця, що тривала тринадцять років. Більшість часу, проведеного у складі «Стандарда», був основним голкіпером команди. За цей час тричі виборював титул чемпіона Бельгії. Загалом провів 305 ігор чемпіонату, в яких забив дев'ять голів з пенальті. У 1972 році він отримав нагороду найкращого бельгійського футболіста.
Кінець його кар'єри був підірваний травмами, що призвели до кількох операцій, головним чином в області колін. Він змушений завершити свою кар'єру в 1978 році у віці лише 30 років. У «Стандарді» його замінив 18-річний Мішель Прюдомм.
По завершенні кар'єри футболіста працював тренером воротарів у «Стандарді», а також був головним тренером команди «Льєж» з 2005 по 2007 рік.

## Виступи за збірну
19 жовтня 1969 року дебютував в офіційних матчах у складі національної збірної Бельгії у відбірковому матчі до чемпіонату світу 1970 року зі збірною Югославії, що завершився з рахунком 0:4.
У складі збірної був учасником чемпіонату світу 1970 року у Мексиці, на якому зіграв у всіх трьох матчах своєї збірної і пропустив 5 голів, а збірна не подолала груповий етап.
За два роки Піот поїхав і на дебютний для бельгійців домашній чемпіонат Європи 1972 року, на якому відіграв в обох матчах своєї збірної, а команда здобула бронзові нагороди.
26 січня 1977 року в товариському матчі зі збірною Італії Крістіан Піот забив гол з пенальті у ворота Лучано Кастелліні, ставши таким чином першим і наразі єдиним воротарем, який забив гол за національну збірну Бельгії.
Свій останній матч за збірну Піот провів у відбірковому матчі до чемпіонату світу 1978 року проти збірної Нідерландів 26 березня 1977 року, той матч завершився поразкою бельгійців з рахунком 0:2. Всього ж за збірну Бельгії Крістіан Піот провів 40 матчів, в яких пропустив 34 голи.

## Титули і досягнення

### Командні
- Чемпіон Бельгії (3):

«Стандард» (Льєж): 1968–69, 1969–70, 1970–71
- Володар Кубка Бельгії (1):

«Стандард» (Льєж): 1966–67
- Володар Кубка бельгійської ліги (1):

«Стандард» (Льєж): 1975

### Особисті
- Футболіст року в Бельгії: 1972